# موروني
مُورُونِي هي العاصمة الفدرالية لاتحاد جزر القمر. أصبحت العاصمة السياسية والإدارية لجزر القمر بعد إعلان استقلالها عام 1975، وهي مركز النشاط الثقافي والاقتصادي والسياسي والدبلوماسي (السفارات والهيئات الدبلوماسية) في البلاد، وتطورت عمرانيًا في العقدين الأخيرين. في لغة البلاد، اسم موروني يعني «في قلب النار» وقد يكون مردّ ذلك وقوع المدينة عند سفح جبل كارثالا وهو بركان نشط.
تقع في جزيرة نغازيكا، أكبر جزيرة في جزر القمر، وهي مركزها الإداري. عدد سكانها 41٬557 نسمة بحسب إحصاء عام 2003. بها مطار الأمير سعيد إبراهيم الدولي. وفيها مرفأ والعديد من المساجد الإسلامية. كانت عاصمة سلطنة بامبوا، وتوجد فيها مدينة قديمة داخل الأسوار دمرها الفرنسيون في القرن التاسع عشر.

## التاريخ
أول من استوطن الجزيرة كان مستكشفون من ماليزيا وبولينيزيا. وبعدها، توافد الكثير من الرحالة من مختلف بلاد المحيط الهندي. في القرن العاشر الميلادي أسس العرب من عدن وعُمان وحضرموت مستعمرة موروني في الجزيرة الكبرى وجعلوها عاصمة لسلطنة بامبوا وكانت لها علاقات وطيدة مع دول السواحيلي في شرق القارة الأفريقية مثل الصومال، وموزمبيق، وكينيا وزنجبار التنزانية والتي استوطن فيها العرب وصاهروا أهل البلاد الأصليين. بعدها، تأسست العديد من السلطنات في الأرخبيل كان أكبرها سلطنة الأنجوان.
لا يوجد الكثير من الوثائق التي تؤرخ للمدينة. ما هو معروف إنه كان لجزر القمر العديد من السلطنات المتناحرة فيما بينها. غير أن الصراعات والتنافس بين الحكام المحليين أضعف شوكتهم، فاحتلها البرتغاليون سنة 1502م. ولم يلبث أهالي الجزر أن ثاروا على البرتغاليين فأخرجوهم، ونزلت في ذلك الوقت جماعة من شيراز في جزيرة القمر الكبرى سنة 1506م فاحتلوا الجزيرة وأسسوا سلطنة فيها بزعامة محمد بن حسن بن محمد بن عيسى، إلا أن وفاته أحدثت ضعفًا وعادت الفرقة والاضطراب تسودان الجزر حتى احتلها المدغشقريون، وفتكوا بأهلها. واستطاعت فرنسا أن تفرض سيطرتها عليها سنة 1843م. ثم أتى السلطان سيدي علي بن سعيد عمر ووحدهم ووافق الجميع على اتفاق بامبوا الموقع سنة 1886. في 24 يونيو من نفس السنة، وقع السلطان على معاهدة حماية فرنسية. وفي 19 أيلول/سبتمبر 1893، نُفي السلطان إلى مدغشقر ثم إلى ريونيون في 1897. بقيت تحت حماية الفرنسيين حتى عام 1911 حين ضمتها فرنسا إلى ملكيتها لتصبح تابعة لمدغشقر. في عام 1946 أصبحت تابعة إلى مدغشقر بعد استقلال الأخيرة. في عام 1958م، أصبحت موروني العاصمة الإدارية للحكم الفرنسي بدلاً من دزاودزي. وفي 9 يوليوز 1975 تشكلت الجمهورية الفدرالية الإسلامية القمرية وأصبحت القمر الكبرى وموروني العاصمة. وفي أبريل 1999م اشتعلت الفوضى عندما رفضت الحكومة طلب الحكم الذاتي التي طالب بها شعب موروني والأرخبيل التابع لها. وتم السلام في عام 2003 بعد عقد اتفاقية موروني.
وفي عام 2010، أنشئت البحرية الأمريكية مدرسة هامرامبا كمنحة للمدينة.

## الجغرافيا

### الموقع

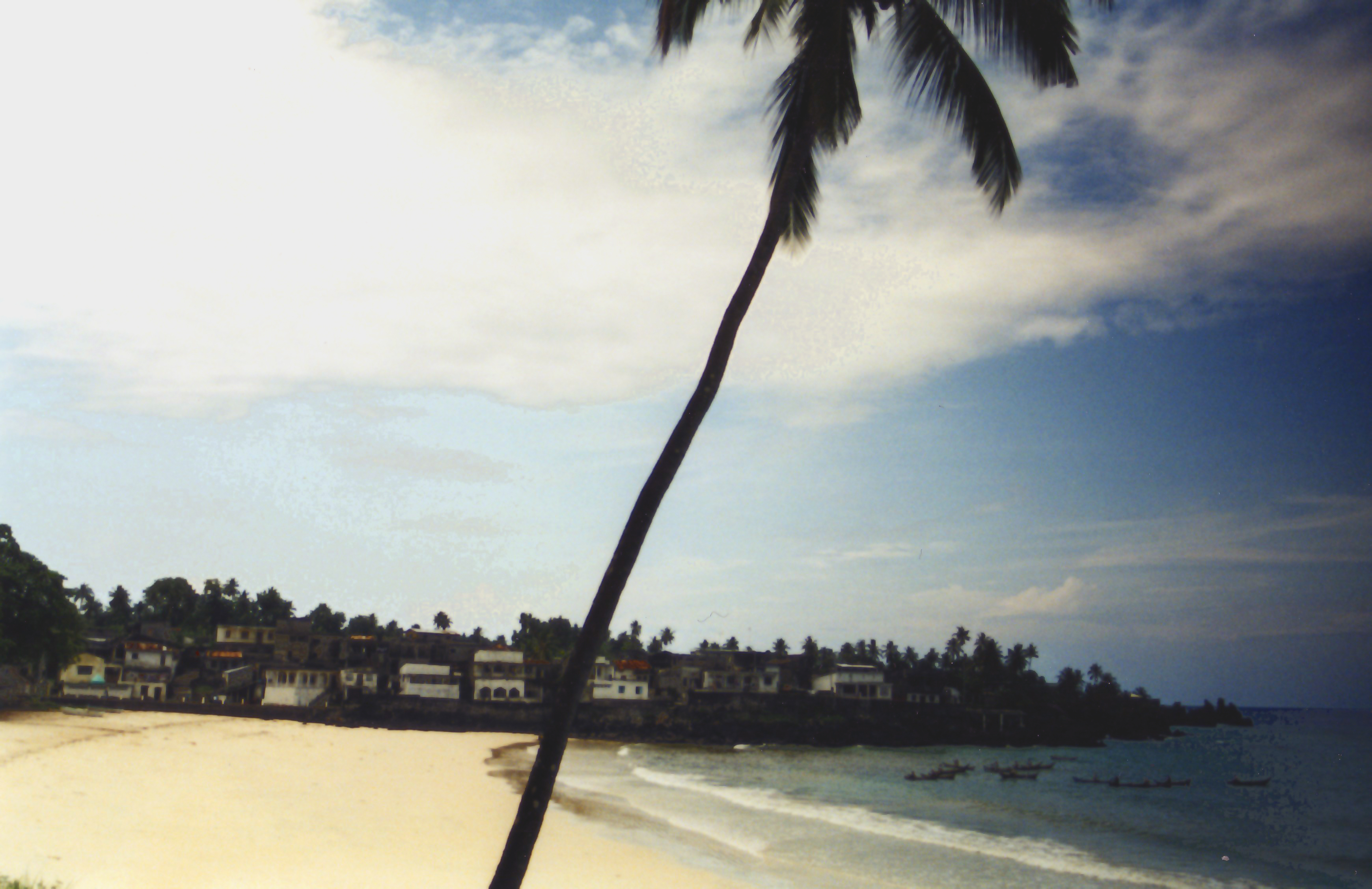
شاطيء استاندرا

تقع مدينة موروني وسط الجهة الغربية لجزيرة القمر الكبرى (نغازيجا) على ساحل المحيط الهندي، ولها ميناء يربطها بالجزر الأخرى وبمدغشقر وأفريقيا. وشاطئ موروني صخري بفعل البراكين. والشاطئ الرملي الوحيد موجود في شمالي المدينة يسمى شاطئ استاندرا حيث يوجد أطلال قصر وقلعة السلطان الذين بنوا في القرن الخامس عشر. وهناك مستعمرات إلى شمال المدينة منها أنجوان، نتسودجيني وآويلا، وباهاني وبسته وفانادجو. وإليها جنوبها موفوني، داويني وسيليا.
وهي على سفح جبل كراثالا البركاني تبعد 10 كلم عن فوهة البركان. وهذا الجبل الذي يرتفع 2362م عن سطح البحر هو من أكبر البراكين الحية في العالم إذ يصل شعاعه إلى 800م. وهو ينفجر كل 11 عاما منذ أكثر من 200 سنة كان آخرها عام 2005 الذي أدى إلى تهجير عدد كبير من السكان.

### المناخ
مناخها استوائي ومعتدل في العموم، وتعرف فصلين رئيسيين يتميزان بهطول الأمطار، وتصل درجة الحرارة فيها إلى 30 درجة، ويعتبر مارس/آذار أعلى شهور السنة حرارة فيها، وتنخفض درجة الحرارة لتصل إلى 19 درجة في الموسم البارد الجاف.
تتعرض موروني كباقي المدن في الجزر القمرية لأعاصير خلال موسم المطر تدمر البنية التحتية في بعض الأحيان.
| البيانات المناخية لـموروني، جزر القمر                                       | البيانات المناخية لـموروني، جزر القمر | البيانات المناخية لـموروني، جزر القمر | البيانات المناخية لـموروني، جزر القمر | البيانات المناخية لـموروني، جزر القمر | البيانات المناخية لـموروني، جزر القمر | البيانات المناخية لـموروني، جزر القمر | البيانات المناخية لـموروني، جزر القمر | البيانات المناخية لـموروني، جزر القمر | البيانات المناخية لـموروني، جزر القمر | البيانات المناخية لـموروني، جزر القمر | البيانات المناخية لـموروني، جزر القمر | البيانات المناخية لـموروني، جزر القمر | البيانات المناخية لـموروني، جزر القمر |
| الشهر                                                                       | يناير                                 | فبراير                                | مارس                                  | أبريل                                 | مايو                                  | يونيو                                 | يوليو                                 | أغسطس                                 | سبتمبر                                | أكتوبر                                | نوفمبر                                | ديسمبر                                | المعدل السنوي                         |
| --------------------------------------------------------------------------- | ------------------------------------- | ------------------------------------- | ------------------------------------- | ------------------------------------- | ------------------------------------- | ------------------------------------- | ------------------------------------- | ------------------------------------- | ------------------------------------- | ------------------------------------- | ------------------------------------- | ------------------------------------- | ------------------------------------- |
| الدرجة القصوى °م (°ف)                                                       | 34 (93)                               | 34 (93)                               | 35 (95)                               | 34 (93)                               | 33 (91)                               | 32 (90)                               | 31 (88)                               | 31 (88)                               | 31 (88)                               | 33 (91)                               | 34 (93)                               | 36 (97)                               | 36 (97)                               |
| متوسط درجة الحرارة الكبرى °م (°ف)                                           | 30.4 (86.7)                           | 30.4 (86.7)                           | 30.8 (87.4)                           | 30.4 (86.7)                           | 29.5 (85.1)                           | 28.4 (83.1)                           | 27.7 (81.9)                           | 27.7 (81.9)                           | 28.1 (82.6)                           | 29.1 (84.4)                           | 30.3 (86.5)                           | 30.8 (87.4)                           | 29.5 (85.1)                           |
| متوسط درجة الحرارة الصغرى °م (°ف)                                           | 23.4 (74.1)                           | 23.3 (73.9)                           | 23.0 (73.4)                           | 22.6 (72.7)                           | 21.2 (70.2)                           | 19.6 (67.3)                           | 18.8 (65.8)                           | 18.4 (65.1)                           | 19.0 (66.2)                           | 20.3 (68.5)                           | 21.6 (70.9)                           | 22.6 (72.7)                           | 21.2 (70.2)                           |
| أدنى درجة حرارة °م (°ف)                                                     | 20 (68)                               | 20 (68)                               | 20 (68)                               | 20 (68)                               | 17 (63)                               | 14 (57)                               | 14 (57)                               | 14 (57)                               | 15 (59)                               | 16 (61)                               | 18 (64)                               | 19 (66)                               | 14 (57)                               |
| معدل هطول الأمطار مم (إنش)                                                  | 364 (14.3)                            | 293 (11.5)                            | 279 (11.0)                            | 316 (12.4)                            | 256 (10.1)                            | 266 (10.5)                            | 244 (9.6)                             | 150 (5.9)                             | 108 (4.3)                             | 97 (3.8)                              | 108 (4.3)                             | 219 (8.6)                             | 2٬700 (106.3)                         |
| متوسط الأيام الممطرة                                                        | 18                                    | 16                                    | 18                                    | 18                                    | 12                                    | 12                                    | 12                                    | 10                                    | 11                                    | 12                                    | 12                                    | 16                                    | 167                                   |
| متوسط الرطوبة النسبية (%)                                                   | 79                                    | 77                                    | 76                                    | 74                                    | 69                                    | 66                                    | 65                                    | 65                                    | 70                                    | 73                                    | 69                                    | 72                                    | 71                                    |
| ساعات سطوع الشمس الشهرية                                                    | 187                                   | 177                                   | 225                                   | 192                                   | 232                                   | 231                                   | 236                                   | 232                                   | 221                                   | 237                                   | 230                                   | 212                                   | 2٬612                                 |
| المصدر #1: منظمة المناخ العالمية                                            |                                       |                                       |                                       |                                       |                                       |                                       |                                       |                                       |                                       |                                       |                                       |                                       |                                       |
| المصدر #2: نشرة طقس البي بي سي, معهد المناخ الدنماركي (الشمس ونسبة الرطوبة) |                                       |                                       |                                       |                                       |                                       |                                       |                                       |                                       |                                       |                                       |                                       |                                       |                                       |

## السكان

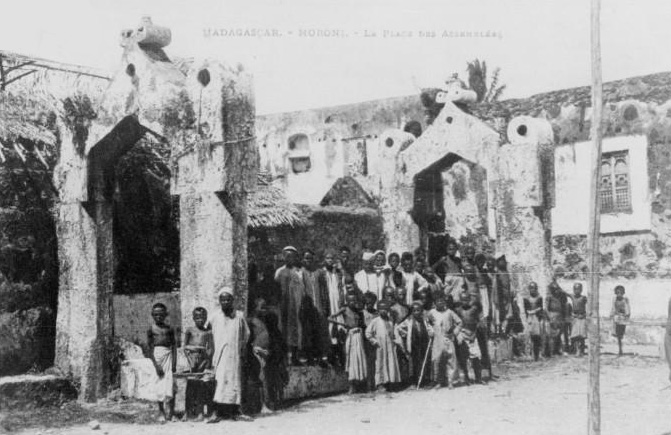
موروني عام 1908

أصول عرقية مختلفة تزاوجت وامتزجت فيما بينها، وأعطت شعبًا ظهرت فيه القسمات العربية والإفريقية والآسيوية. وتشكل الأصول العربية نسبة 35%، والإفريقية 55%، فيما ينتمي بقية السكان لأصول آسيوية من الملايو وإندونسيا والصين والهنود، وأصول أوروبية من فرنسا والبرتغال وهولندا.[بحاجة لمصدر]
ويدين معظم السكان بالإسلام على المذهب الشافعي، مع وجود أقلية مسيحية في جزيرة مايوت جاءت مع البعثات التبشيرية الكاثوليكية التي ترعاها المؤسسات الدينية الفرنسية. ووفقًا لنص الدستور توجد ثلاث لغات رسمية هي الفرنسية، وهي لغة التعليم في المدارس، واللغة العربية، واللغة القمرية وهي خليط من العربية والسواحيلية وتكتب بأحرف عربية.

يبلغ عدد سكان مدينة موروني نحو 41 ألف نسمة بحسب إحصاء عام 2003، معظمهم من المسلمين، يتكلمون اللغة العربية، والقمرية، والفرنسية.

سكان موروني
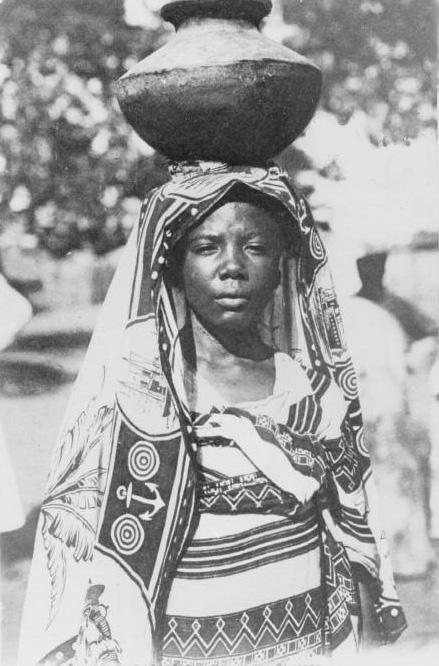
امرأة مورونية من عام 1908
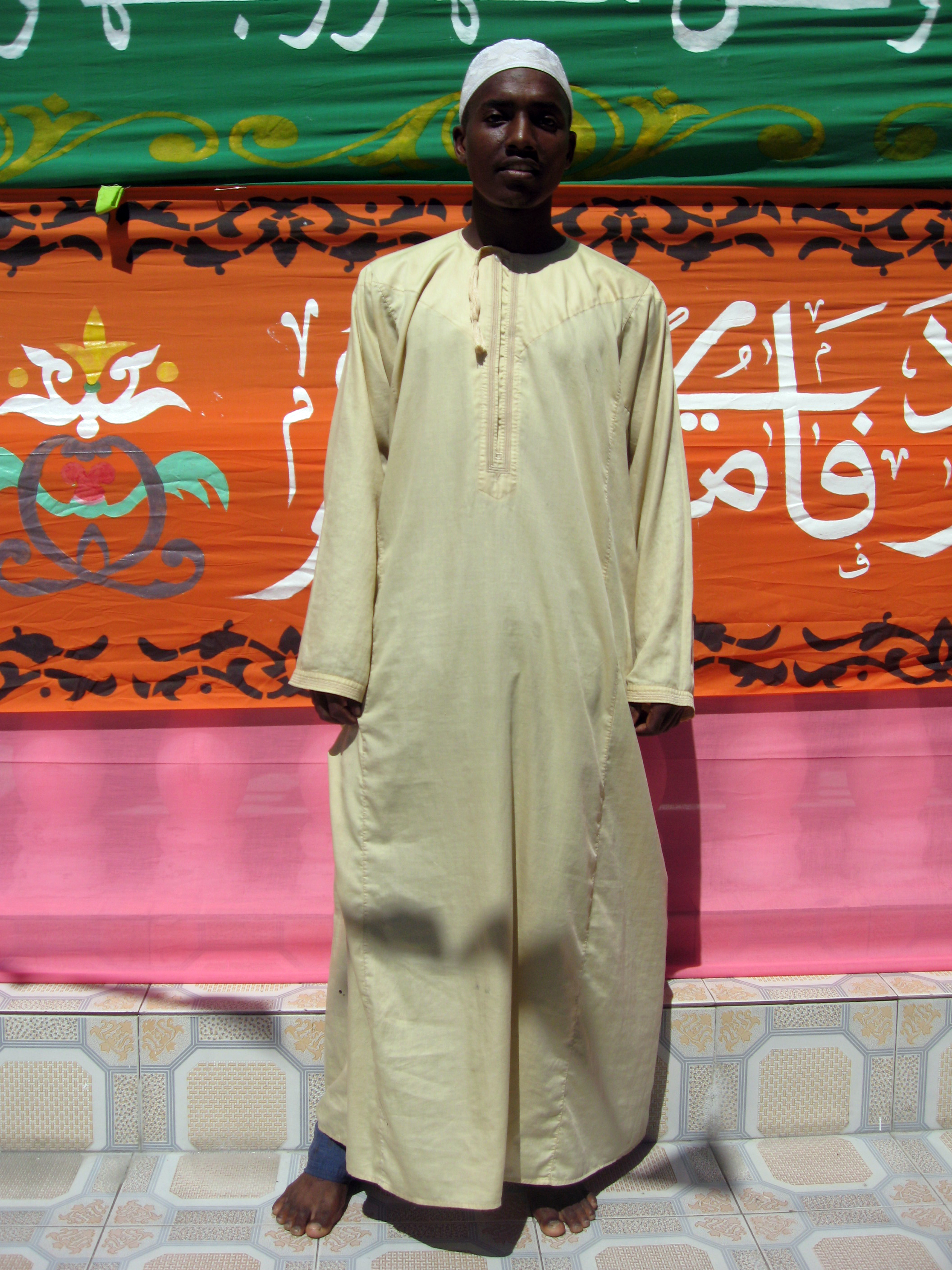
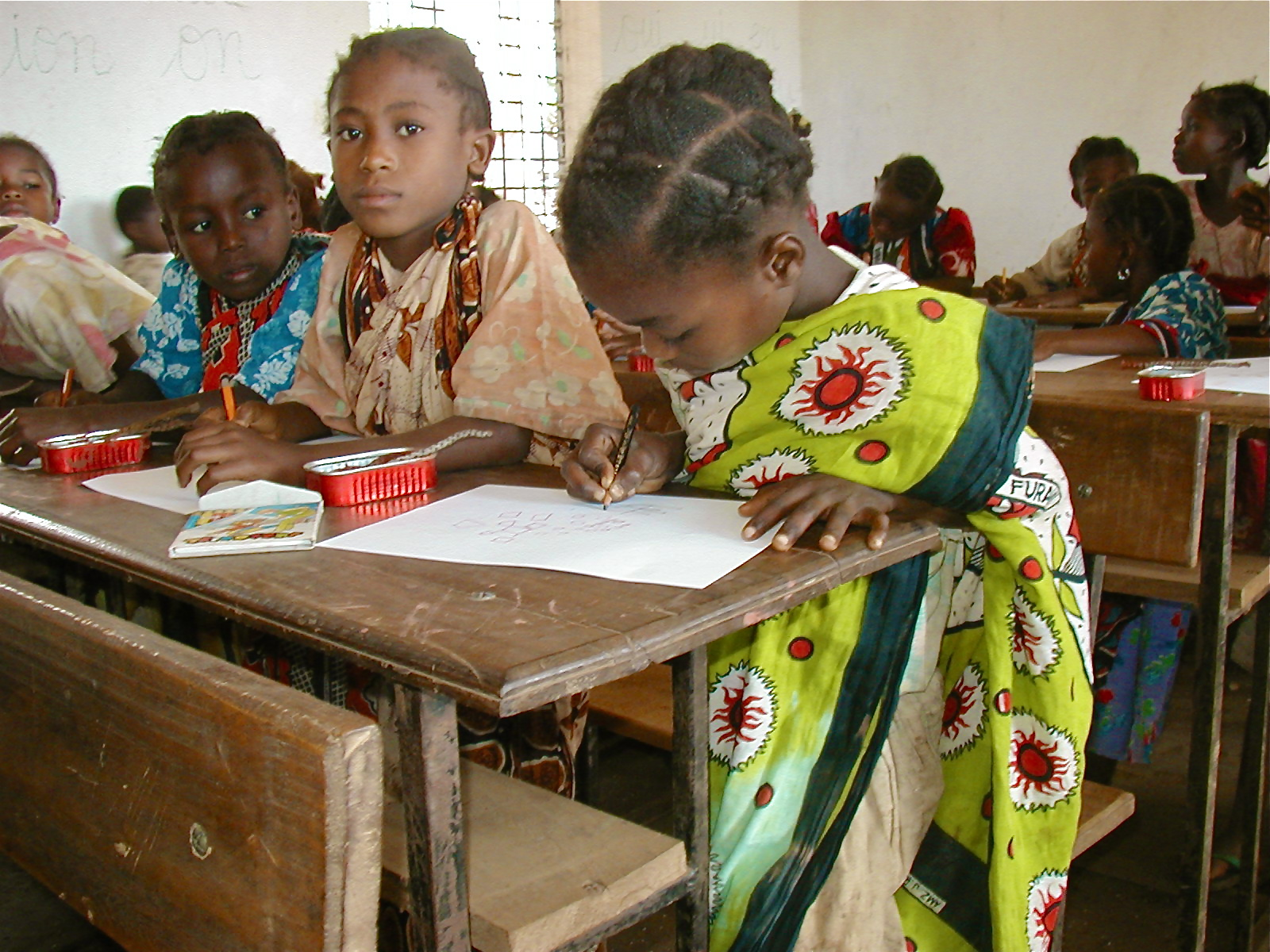
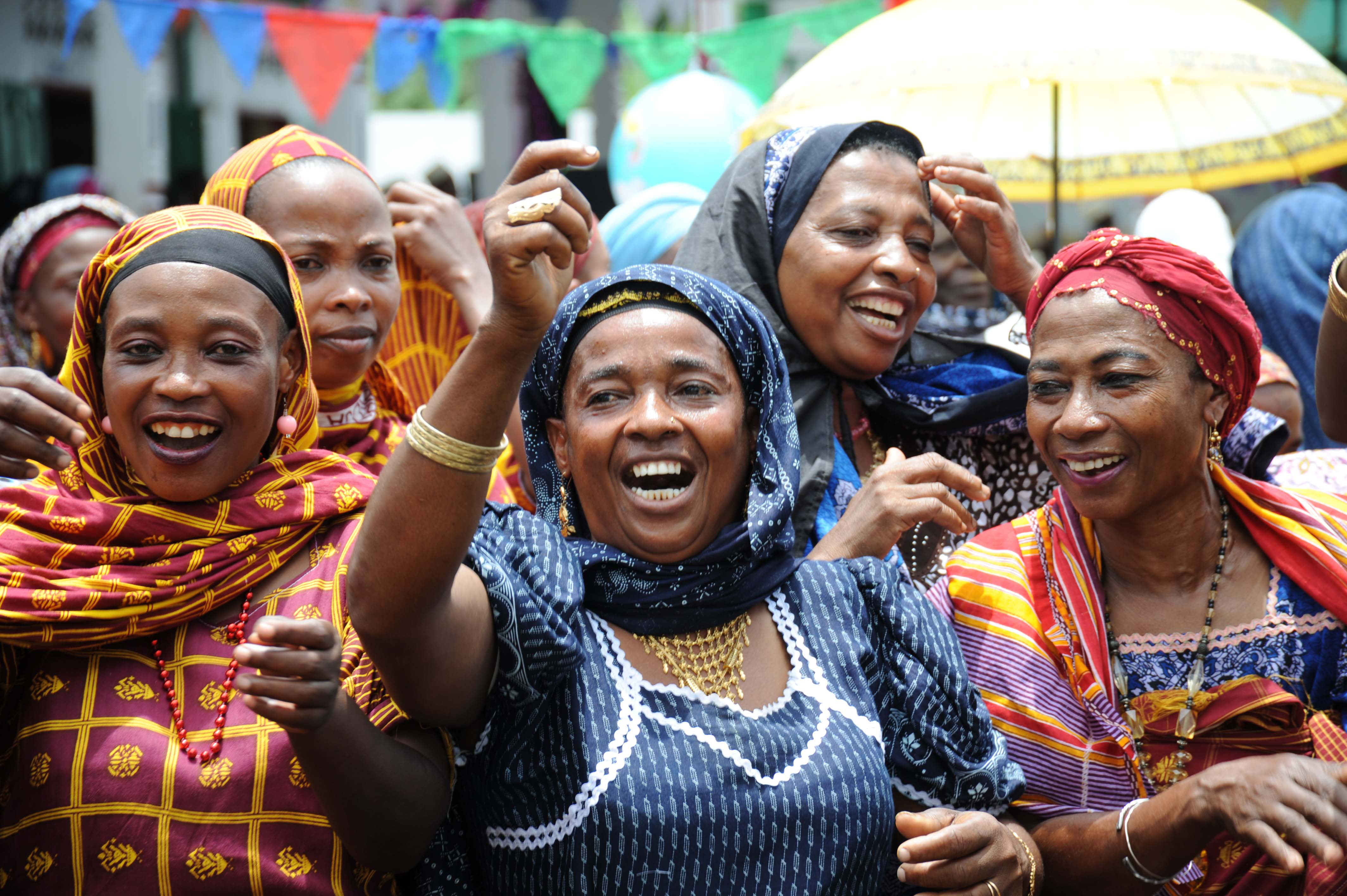

## الحياة البرية
أصبح البركان الذي يجاور موروني مرتعاً لأنواع كثيرة من الطيور منها الحمام القمري، البوم القمري، القلاب الوقواقي، درونجو القمري الكبير، طائر السمنة المغرد، الصرد الوقواقي، طائر الشمس الأخضر المدغشقري وغيرهم. ومن الحيوانات البرية تجد خنزير الدغل، والأطوم وقردة الليمور.

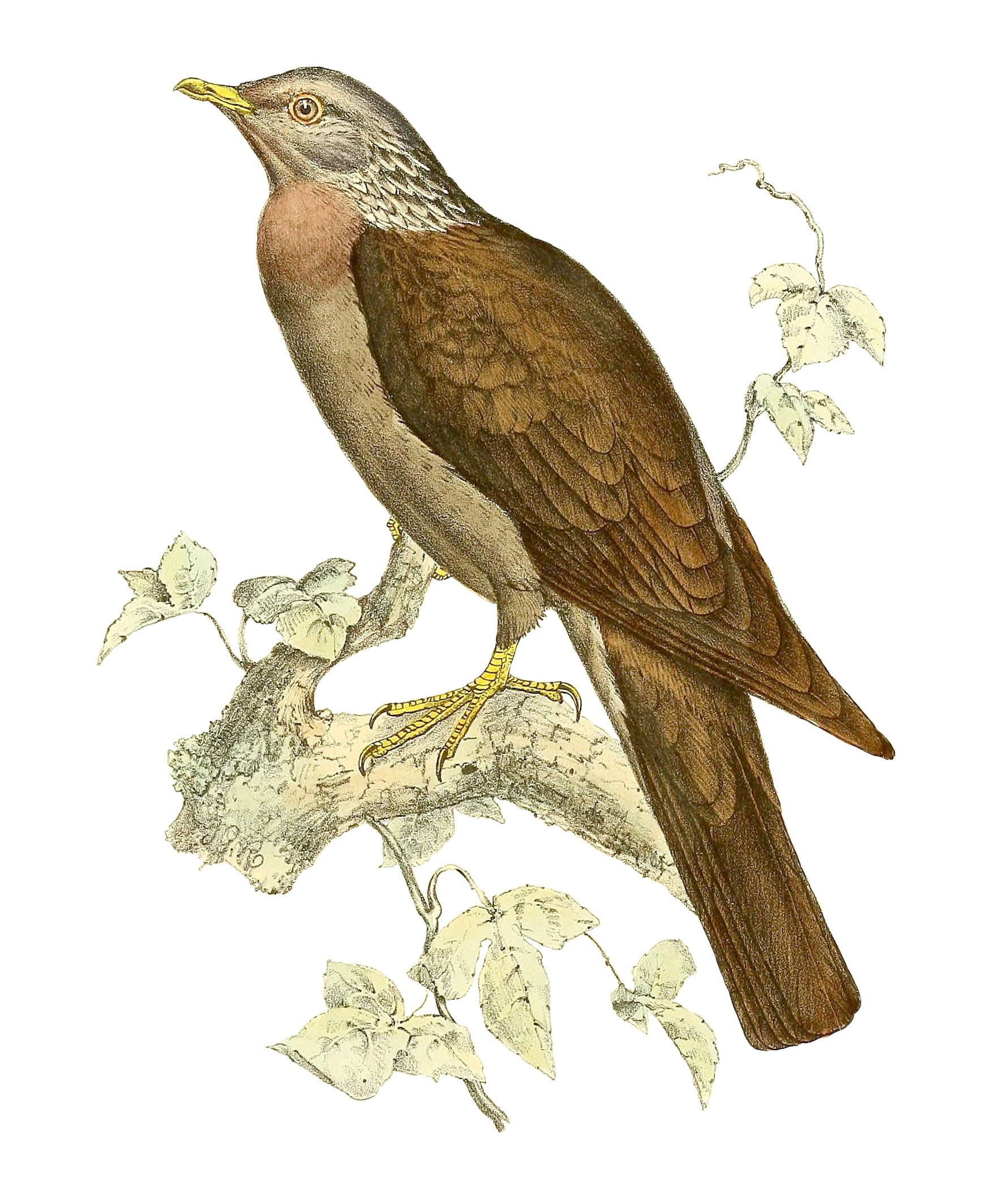
الحمام القمري
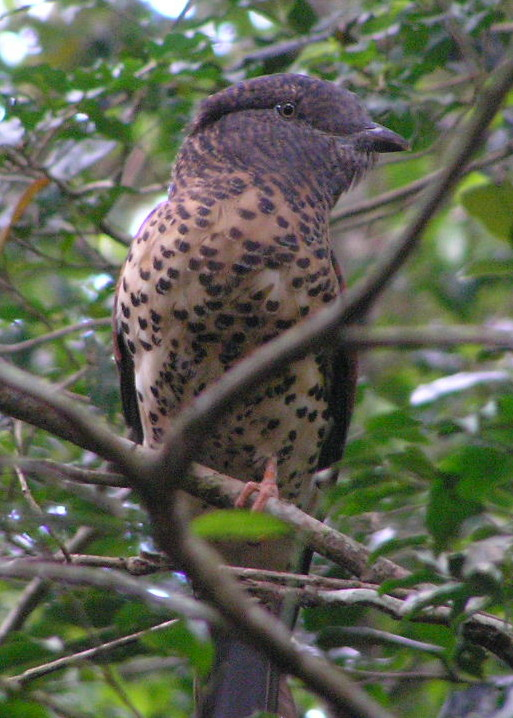
قلاب الوقواقي
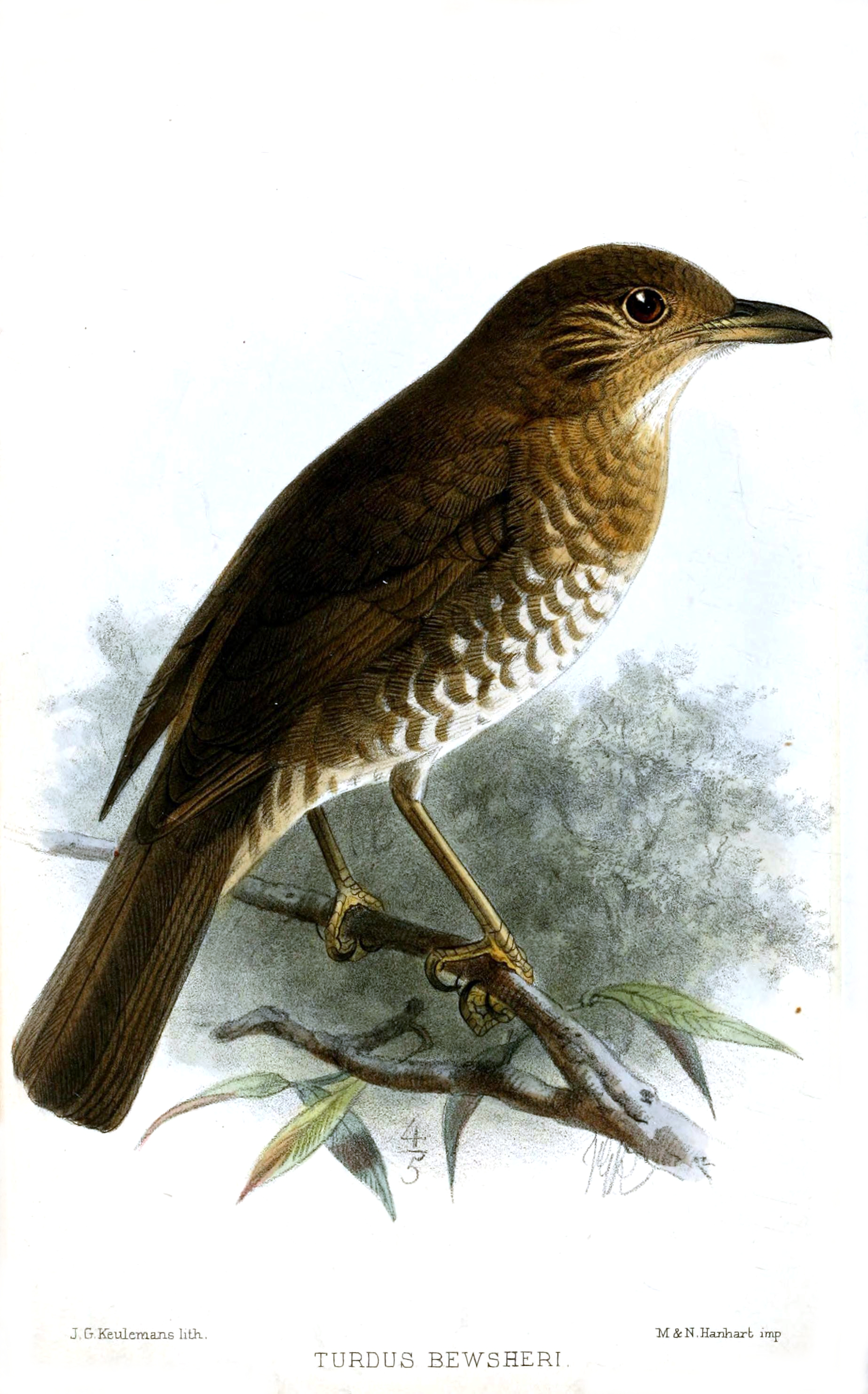
طائر السمنة المغرد
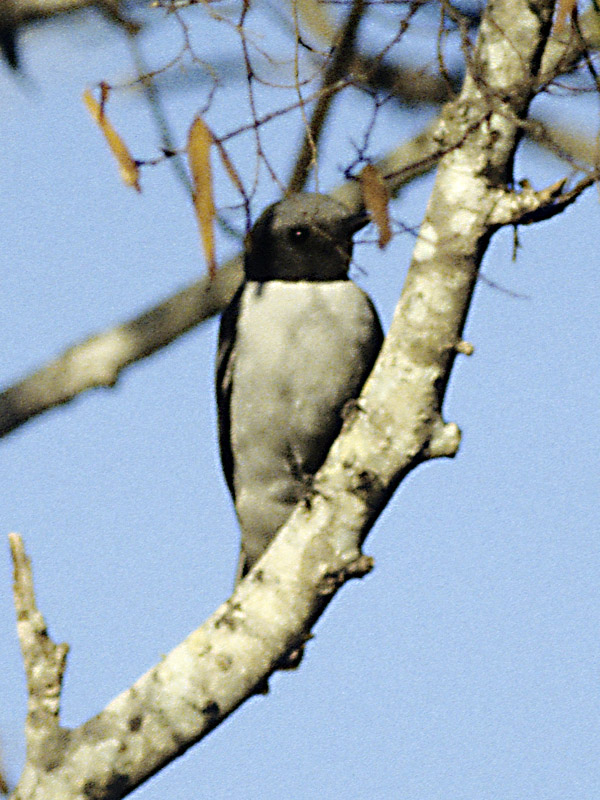
الصرد الوقواقي
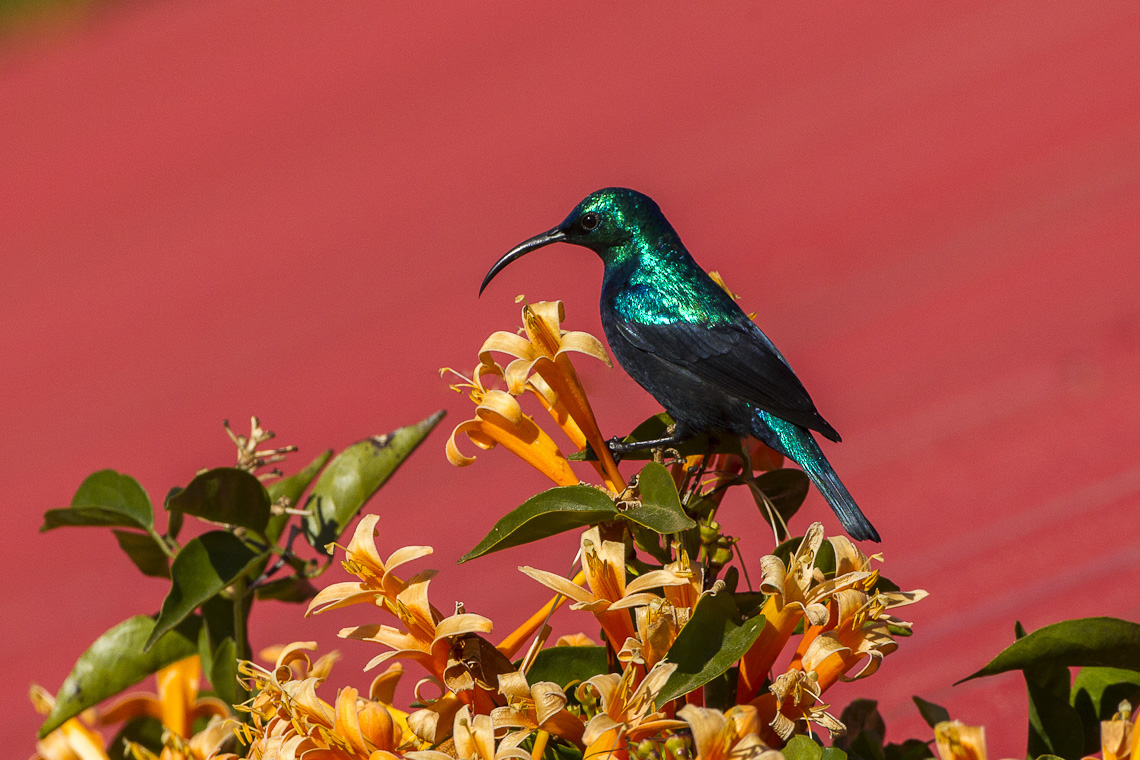
طائر الشمس الأخضر المدغشقري
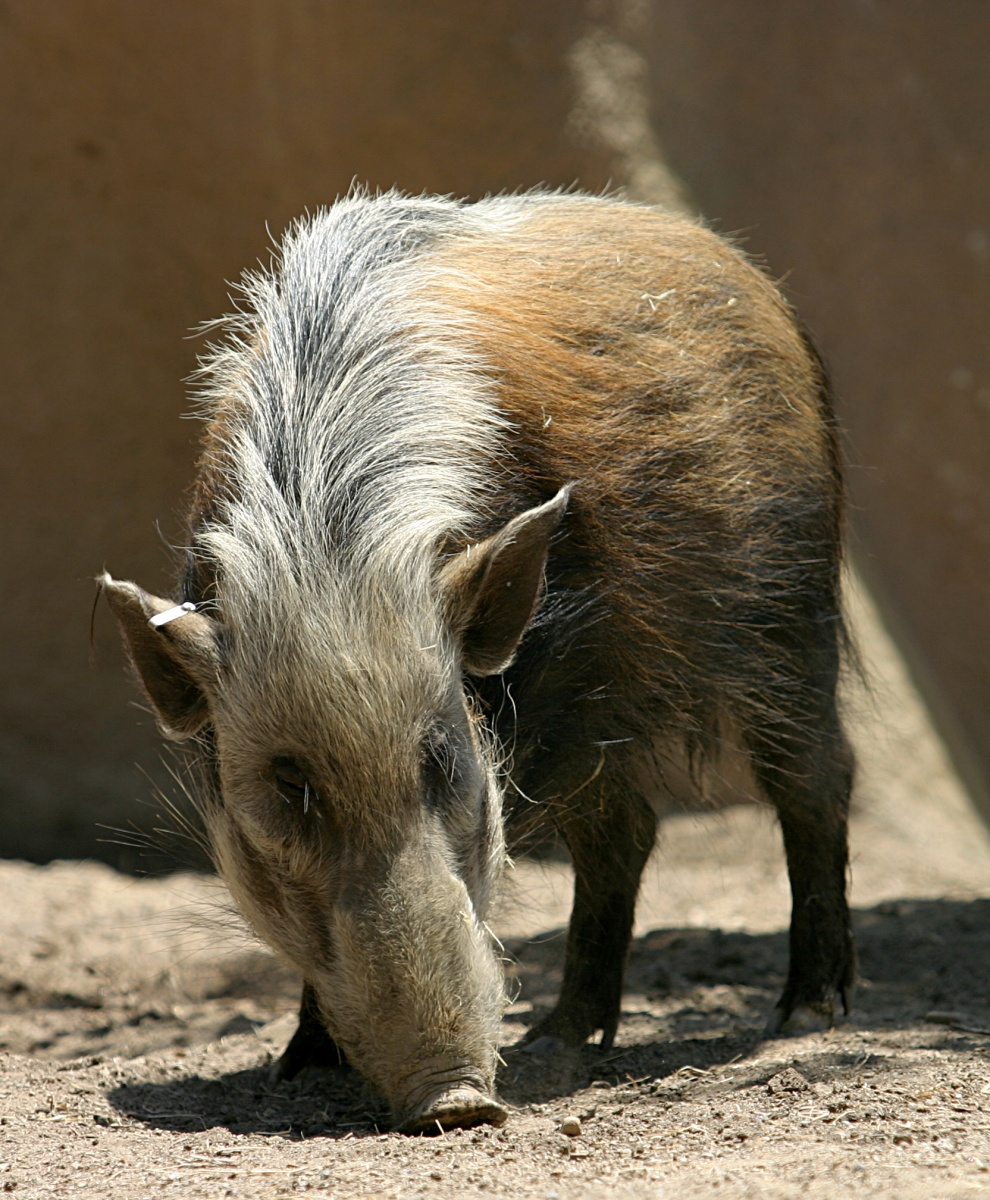
خنزير الدغل
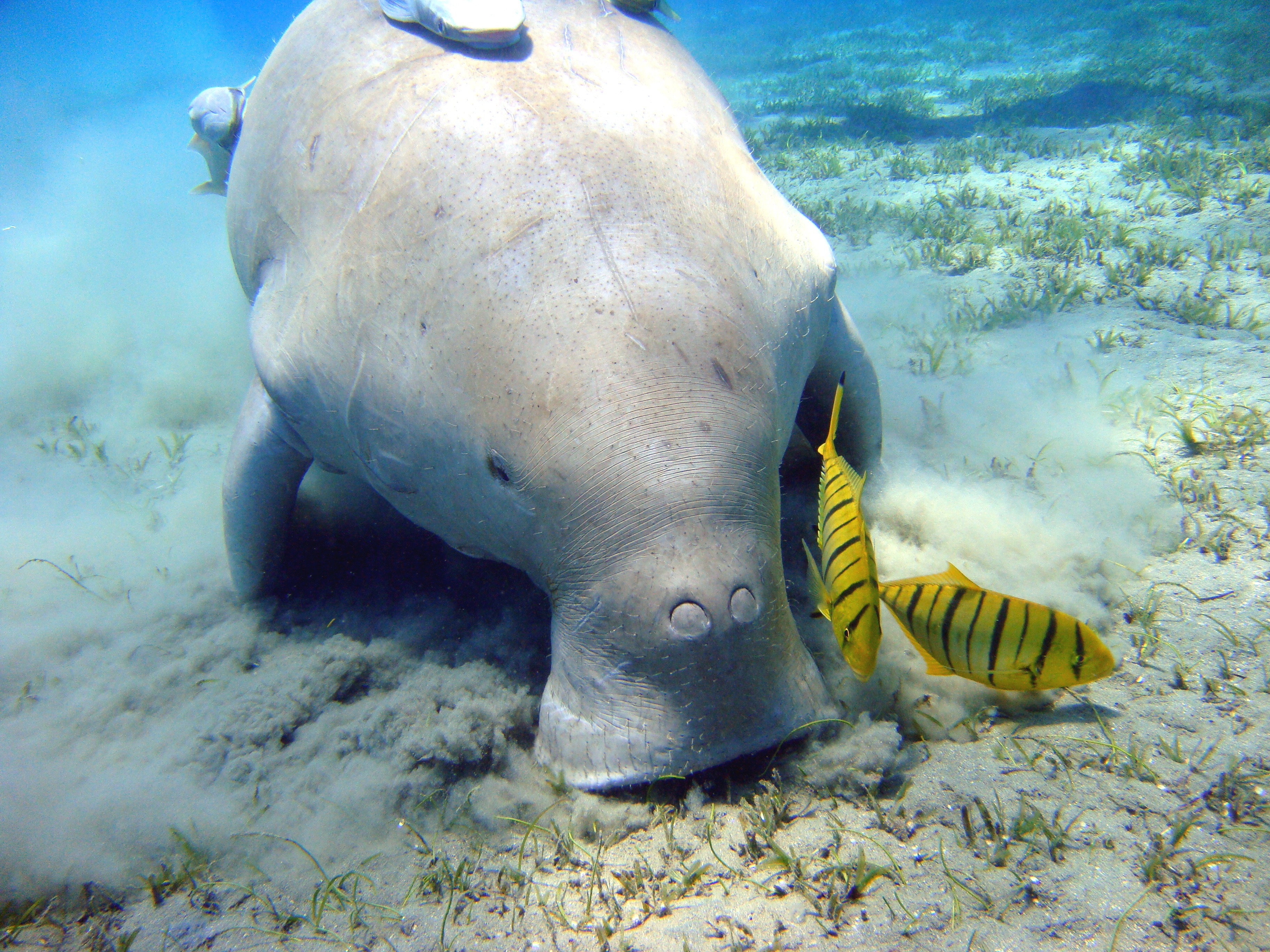
الأطوم
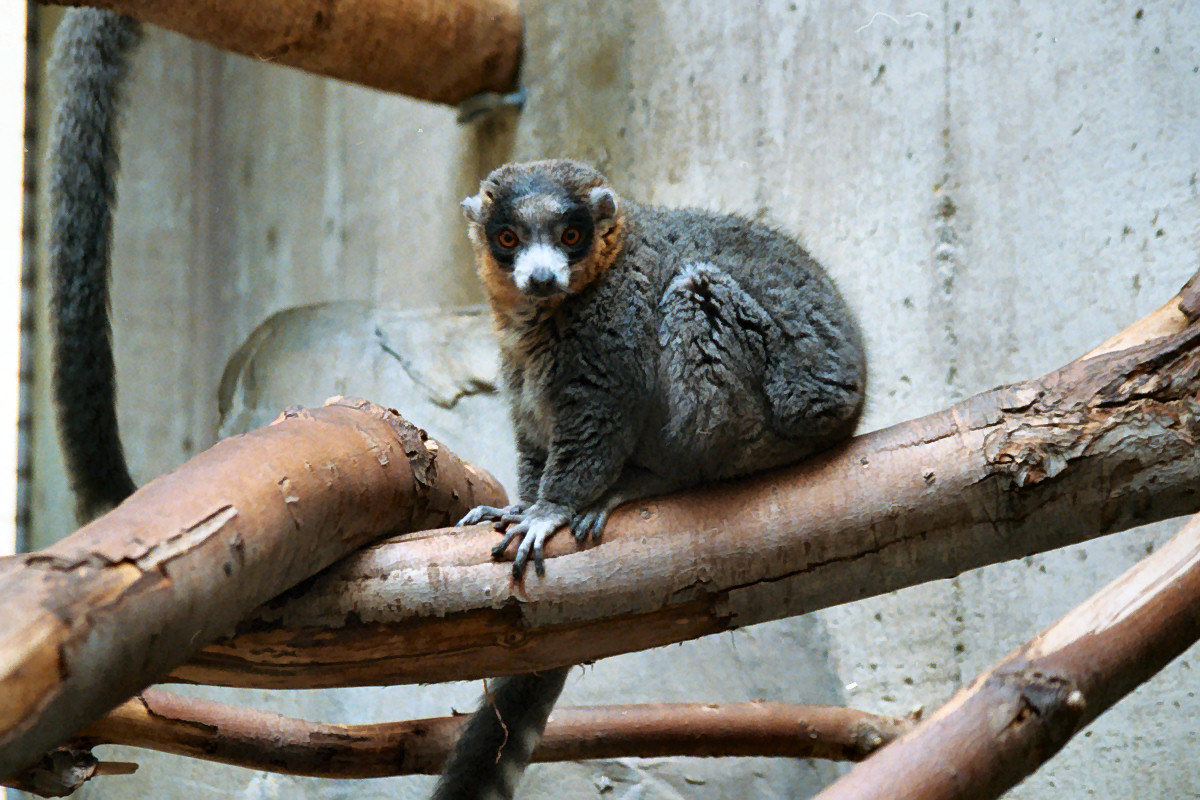
قردة الليمور

## الاقتصاد
جزر القمر هي واحدة من أفقر دول العالم، بما لديها مشاكل في عدم كفاية وسائل النقل والقليل من الموارد الطبيعية. تشتهر المدينة بزراعة الحمضيات والأرز والكاكاو والبن والقرنفل، وكذلك الذرة والبطاطا الحلوة والـ«منيوهوت» والموز والأناناس والبهارات والفانيلا والتي يتم تصديرها من مرفائها. وتتميز المدينة كذلك بالصناعات التقليدية والحرف اليدوية، كما أنها تصنع الزيوت العطرية المشهورة.

### النقل والمواصلات
يوجد في المدينة هيئة الطيران المدني ووزارة البريد والاتصالات التين يقومان بتحديث شبكات التواصل. يخدمها مطار الأمير سعيد إبراهيم الدولي الموجود في منطقة هاهيا ويبعد حوالي 15 كلم عن المدينة. لا يوجد خطوط مباشرة إلى أوروبا. الشركات التي تستخدم المطار هي طيران استراليا، الخطوط الكينية، خطوط جنوب أفريقيا، طيران موريشيوس، الطيران المصري والطيران القطري. وهنالك شركتي طيران داخليتين هما الخدمات القمرية الجوية وطيران القمر. في عام 2009، تحطمت طائرة إيرباص تابعة لطيران اليمنية خلال رحلتها من باريس إلى موروني وعلى متنها 153 راكب وملّاح.

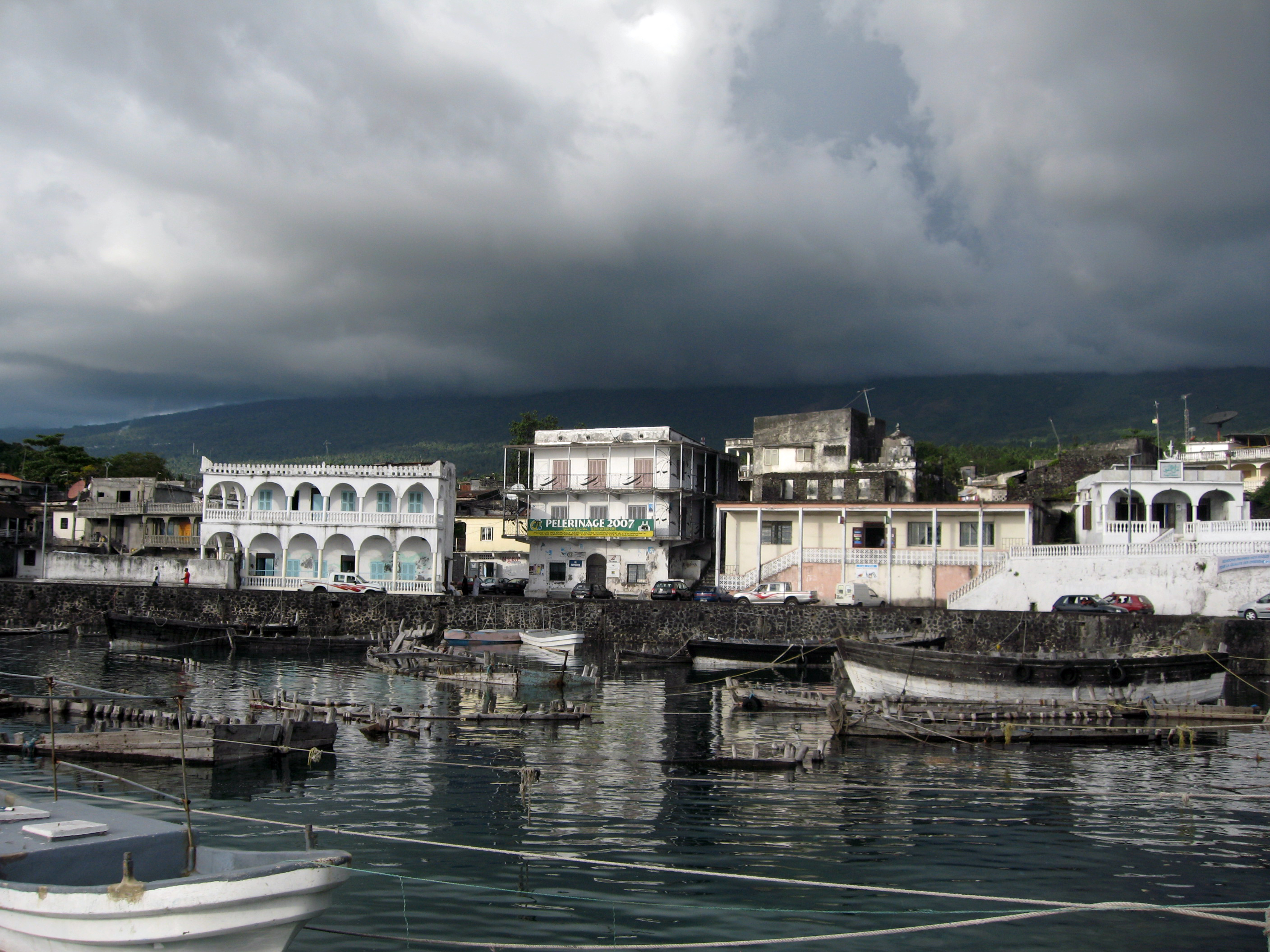
ميناء موروني

وهناك مرفأ صغير في المدينة يخدم البواخر التي تنقل البضائع من وإلى أفريقيا وجزر البلد الأخرى. وهو عبارة عن رصيف لا يتعدى طوله 80م بعمق 3.5م لذلك لا يمكنه استقبال السفن الكبيرة.

### التعليم
يشكو القطاع التعليمي من قلة الإنفاق الحكومي عليه الجمود خصوصاً وإن أسسه التي وضعت إبان الاستعمار الفرنسي لم تتبدل أو تتحسن. فيها جامعة القمر.

### الخدمات المالية
هناك ثلاث مصارف تخدم المدينة هي البنك المركزي وبنك الإنماء القمري وبنك الصناعة والتجارة.

## معالم المدينة

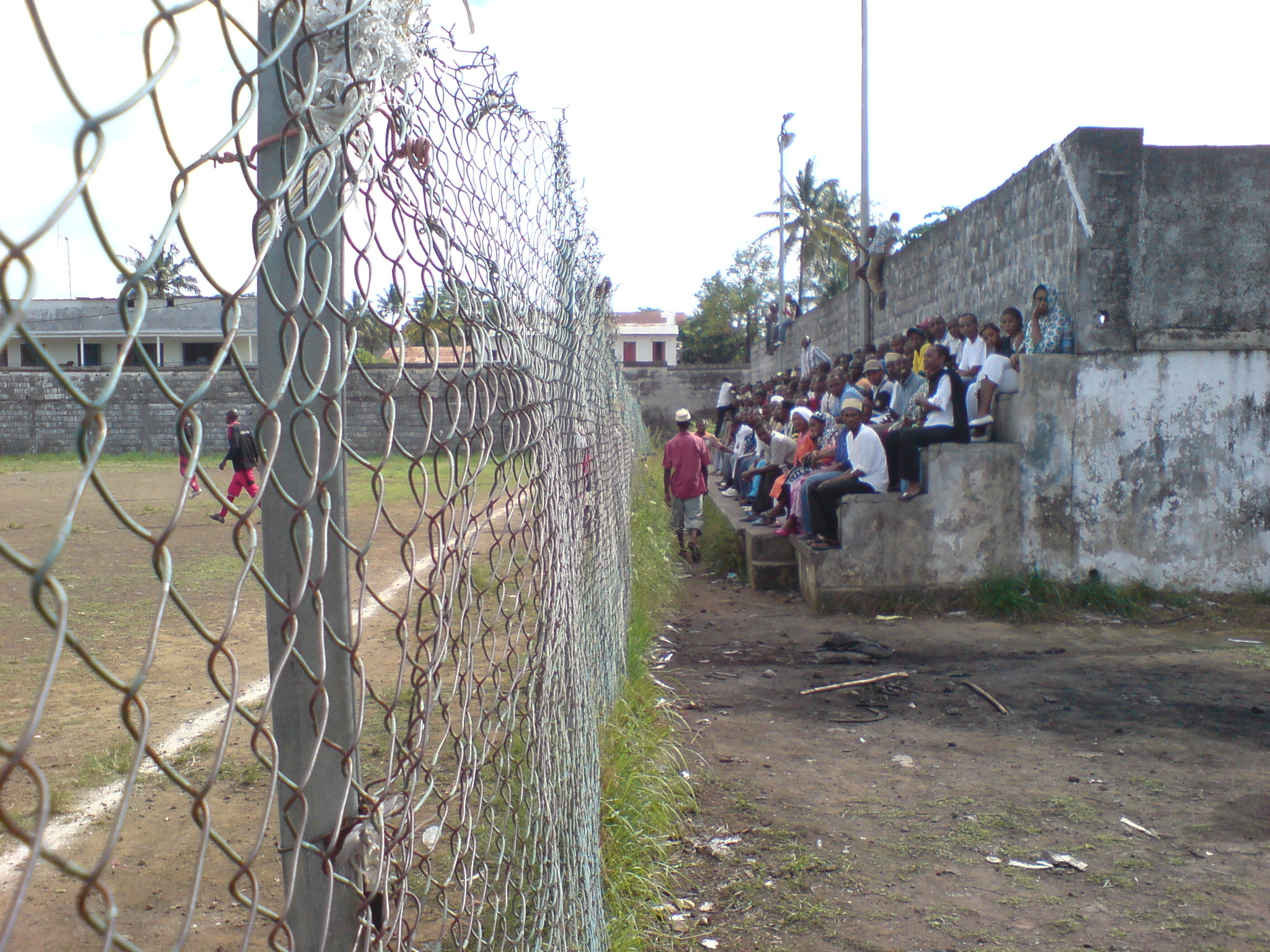
ملعب كرة قدم في موروني

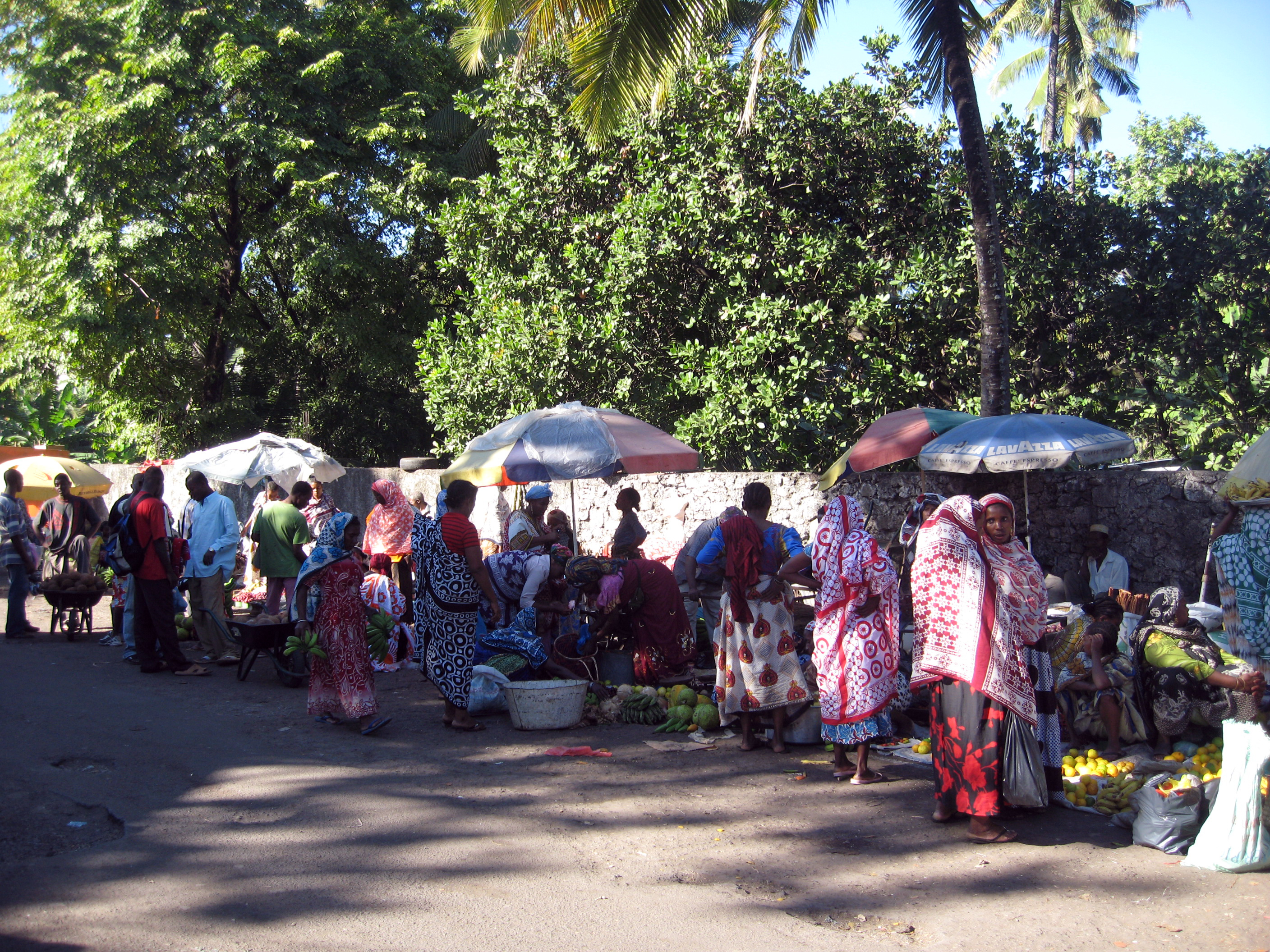
سوق في موروني

وسط المدينة القديم المعروف بالـ«مدينة» معلم أثري مهم في الجزيرة بأزقّته الضيقة المتشابكة وعماراته القديمة المبنية على الطراز السواهيلي المهملة. وهو يشابه مدن زنجبار الصخرية لكنه أصغر بكثير. وهناك العديد من المساجد أشهرها مسجد البدجناني المعروف محليا بالـ:«موسكي فندرودي» (مسجد الجمعة باللغة الفرنسية) وهو أقدم مساجد المدينة. شيّد عام 1427م وأضيفت مأذنته عام 1921م.

### المسارح

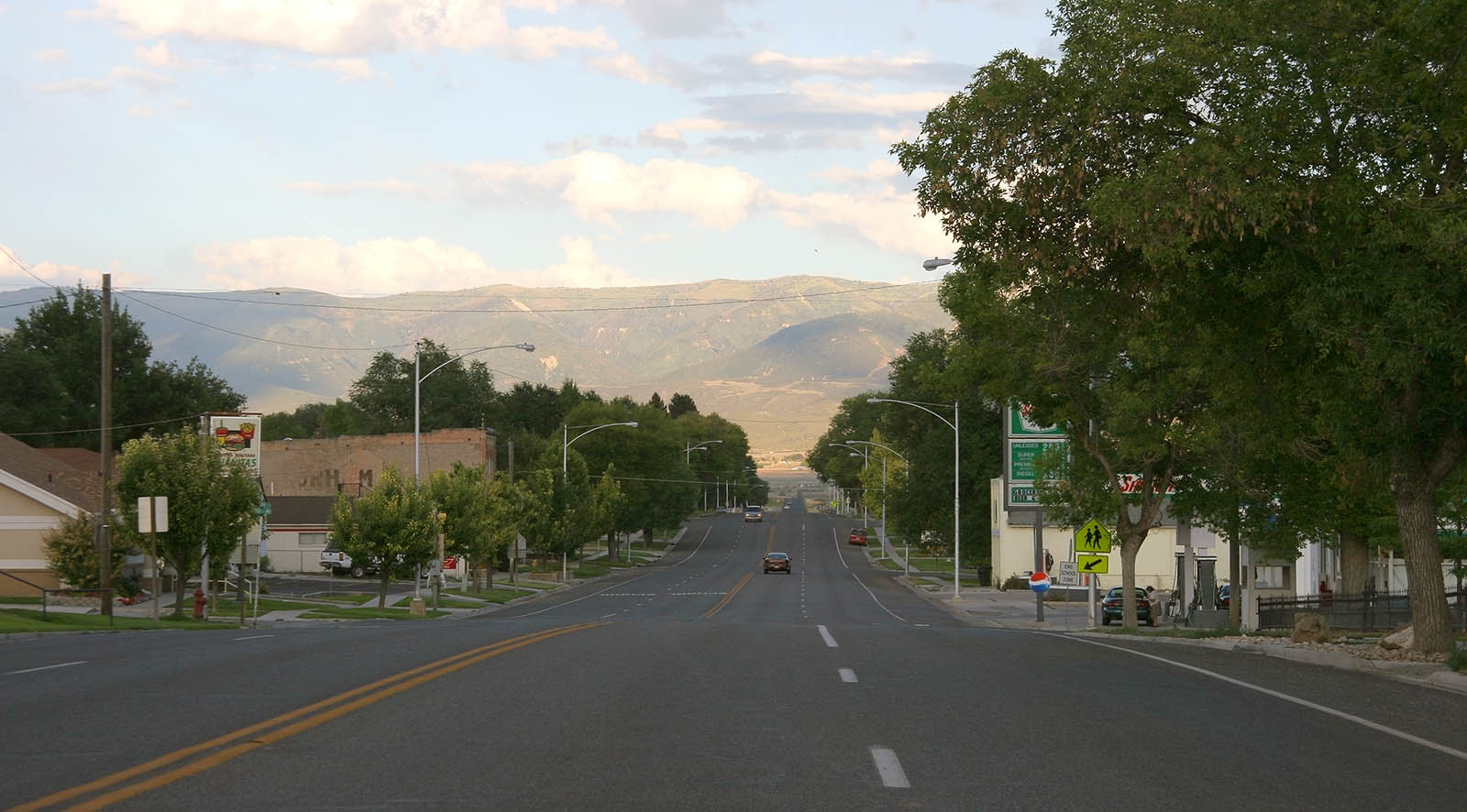
الشارع الرئيسي في موروني

وهناك مسرح يسع لـ300 شخص يسمي مسرح الأليانس الفرنسي يستخدم للاحتفالات والعروض والمؤتمرات. وهناك مسرح القمر (700 مقعد)، بلاس دي ببل (قصر الشعب، 500 مقعد) ومسرح فويي دي جون (مسرح الشباب، 300 مقعد).

### التسوق
هناك العدد من مراكز التسوق جنوبي المدينة أهمها السوق القديم وسوق دبي.

### السياحة
على الرغم من أن لموروني الكثير من الموارد الطبيعية للسياحة، مثل الشواطئ والبيئة البحرية والجبال، إلا أنها ليست قوية في صناعة السياحة فهناك العديد من الأقاليم المنافسة، مثل: لا ريونيون وموريشيوس، وسيشيل. ويرجع سبب هذا الضعف إلى المناخ السياسي غير الآمن سببه الاضطرابات السياسية على مدى العقود الثلاثة الماضية. هناك نشاطات سياحية حول البركان عندما يكون خاملا بالإضافة لمتحف أدبي وتاريخي بالقرب من الميناء وكما يوجد قرية صيد سمك قريبة تشتهر بأسماك شوكيات الجوف.

## وصلات خارجية
- صور من موروني
- السياحة في موروني - موقع المرسال
- موروني عاصمة جزر القمر - موقع ايسيسكو (منظمة الثقافة والعلوم والتعليم الإسلامية)

## معرض صور

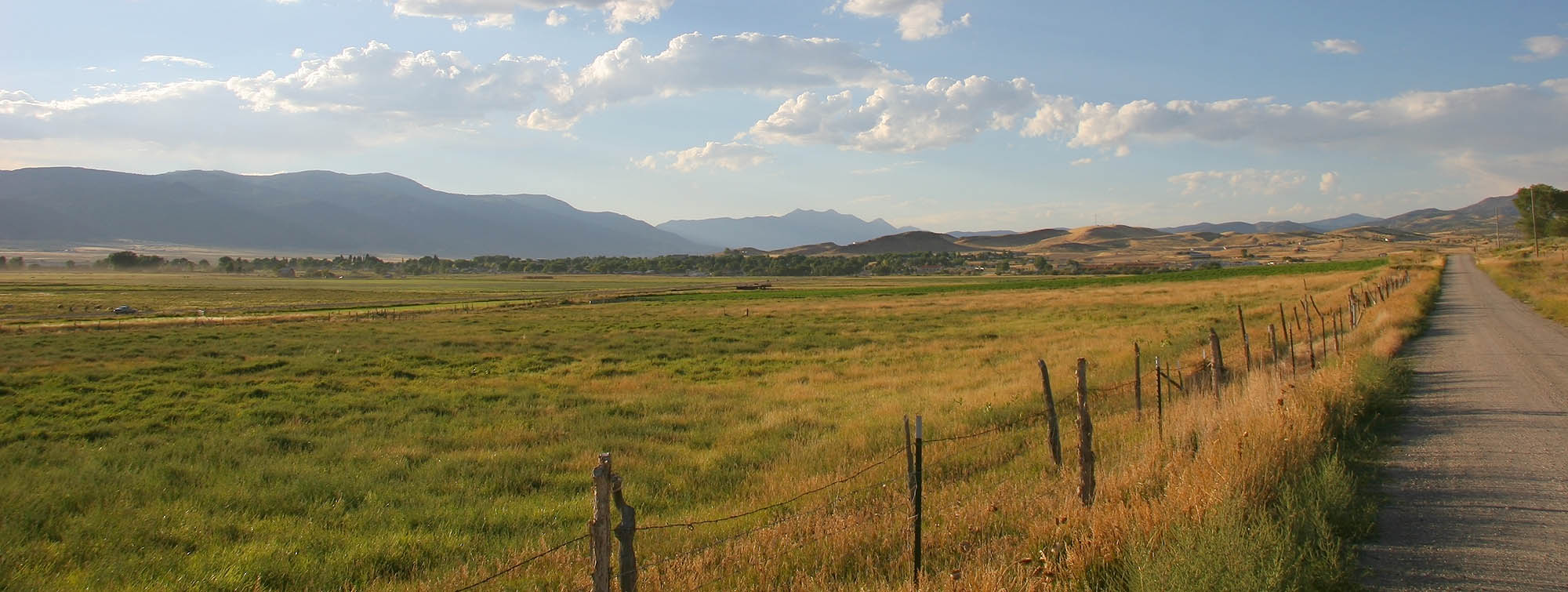
صورة بانورامية لحقل وجبال موروني
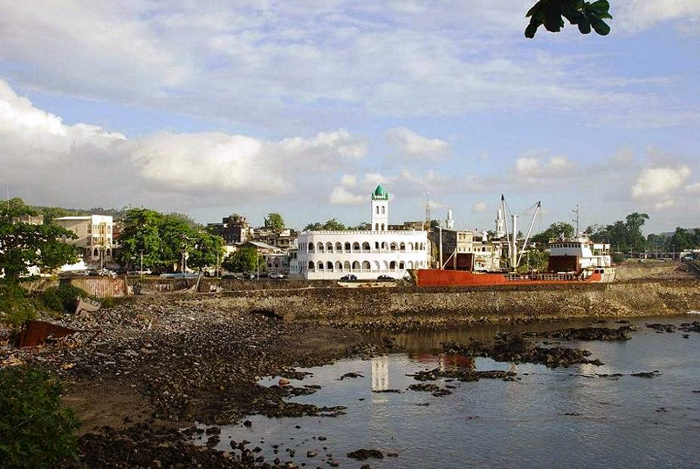
الجامع القديم
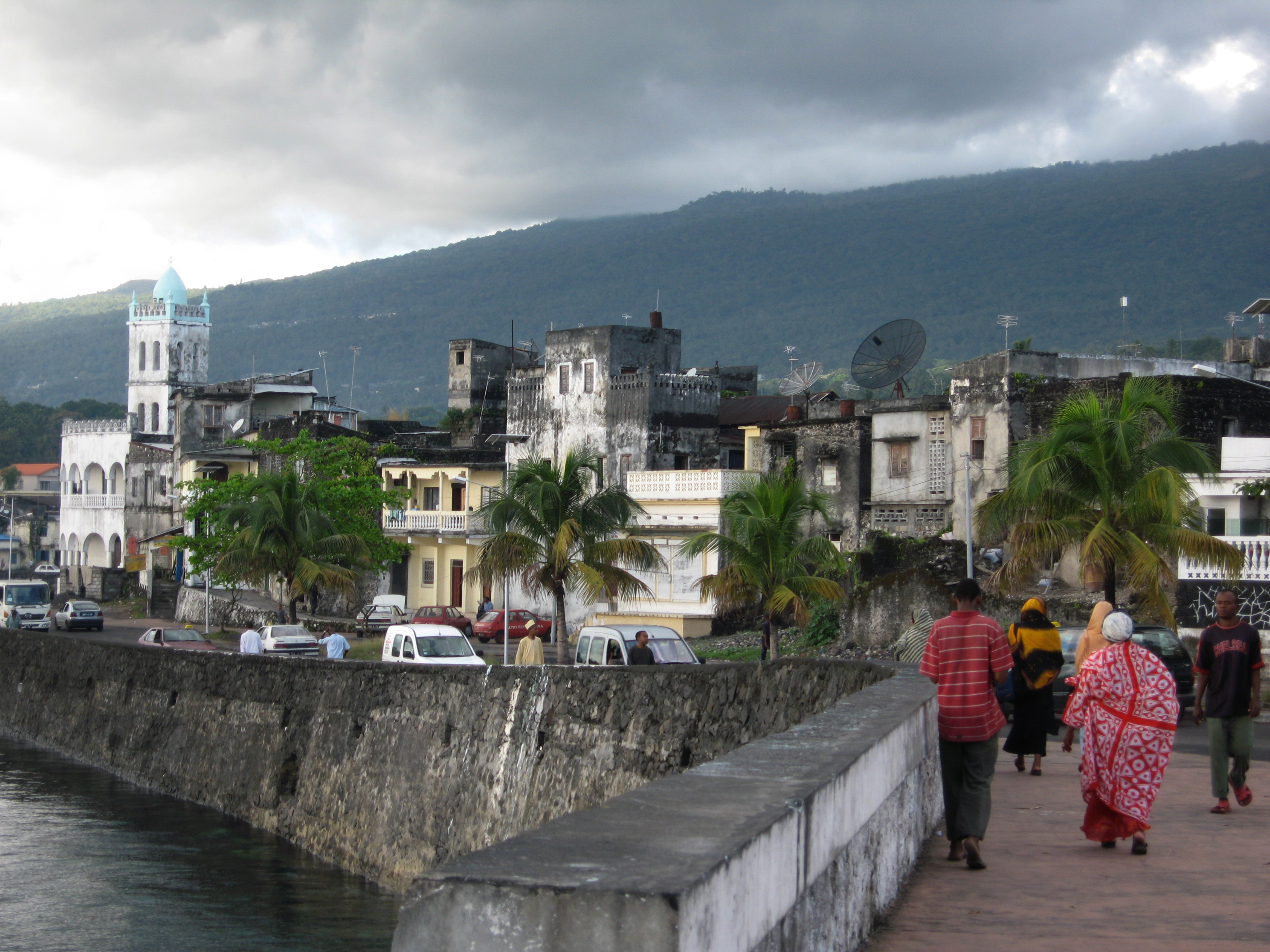
الطريق المؤدي إلى المدينة القديمة
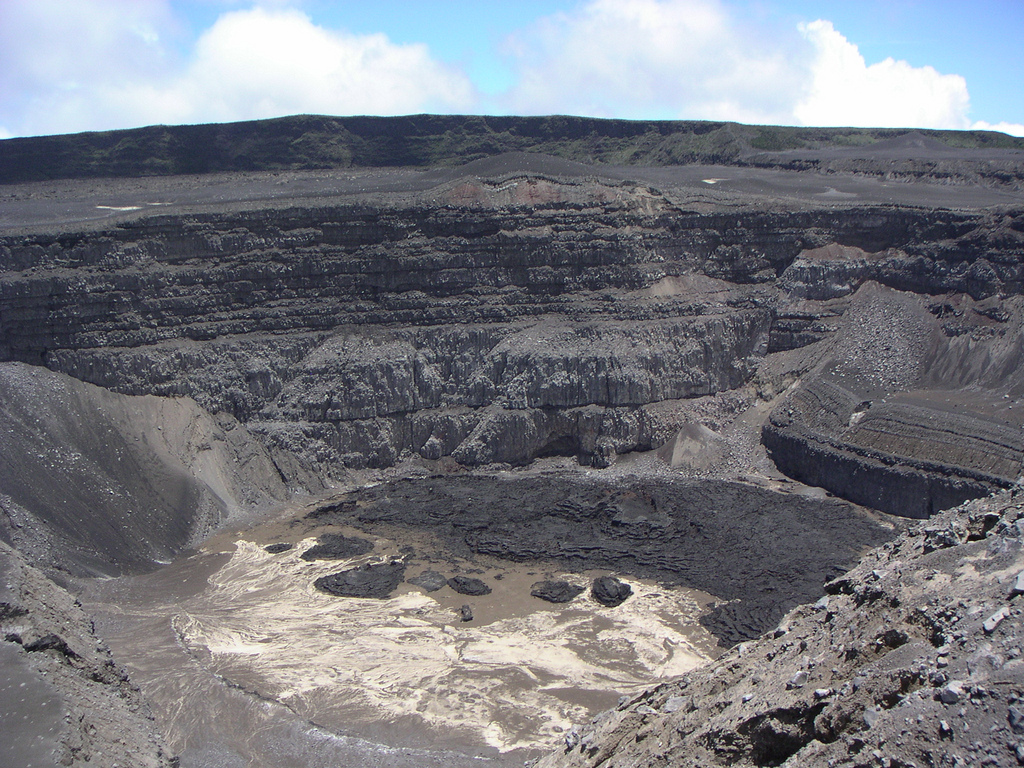
فوهة بركان كارثالا
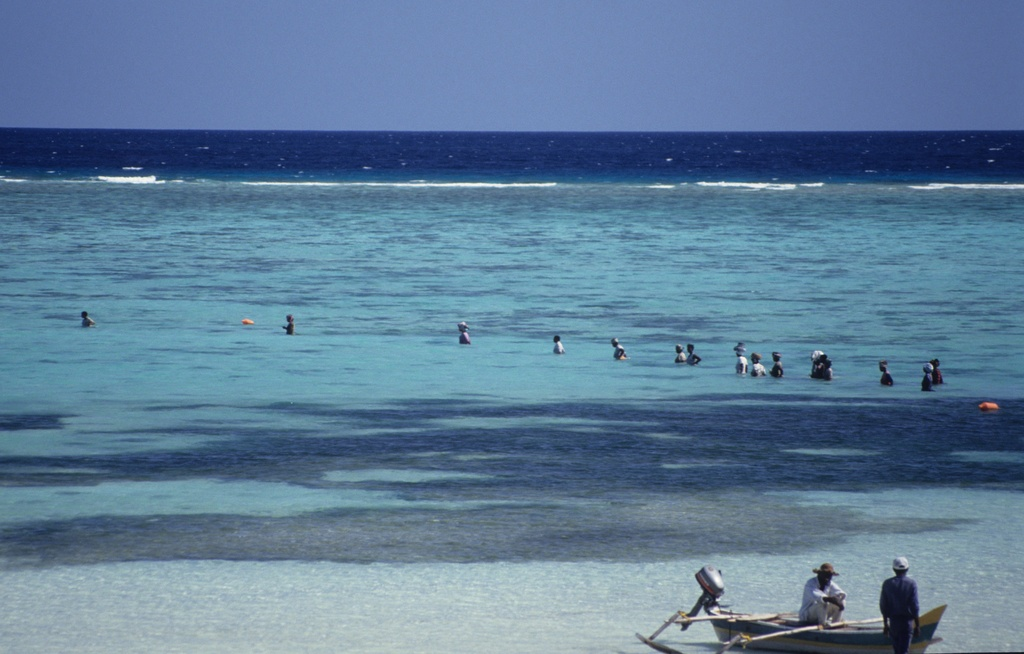
قرية صيد
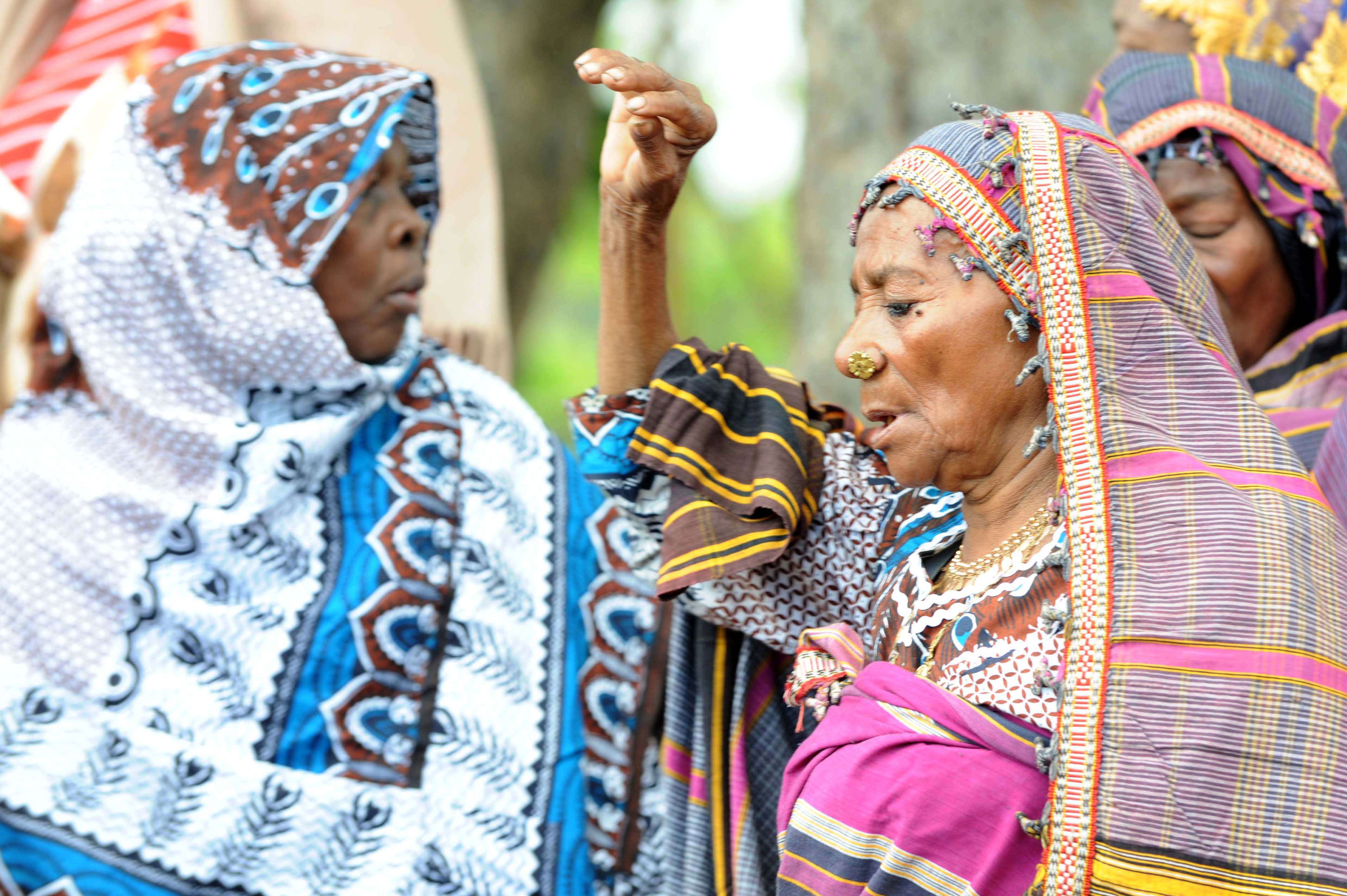
نساء من موروني
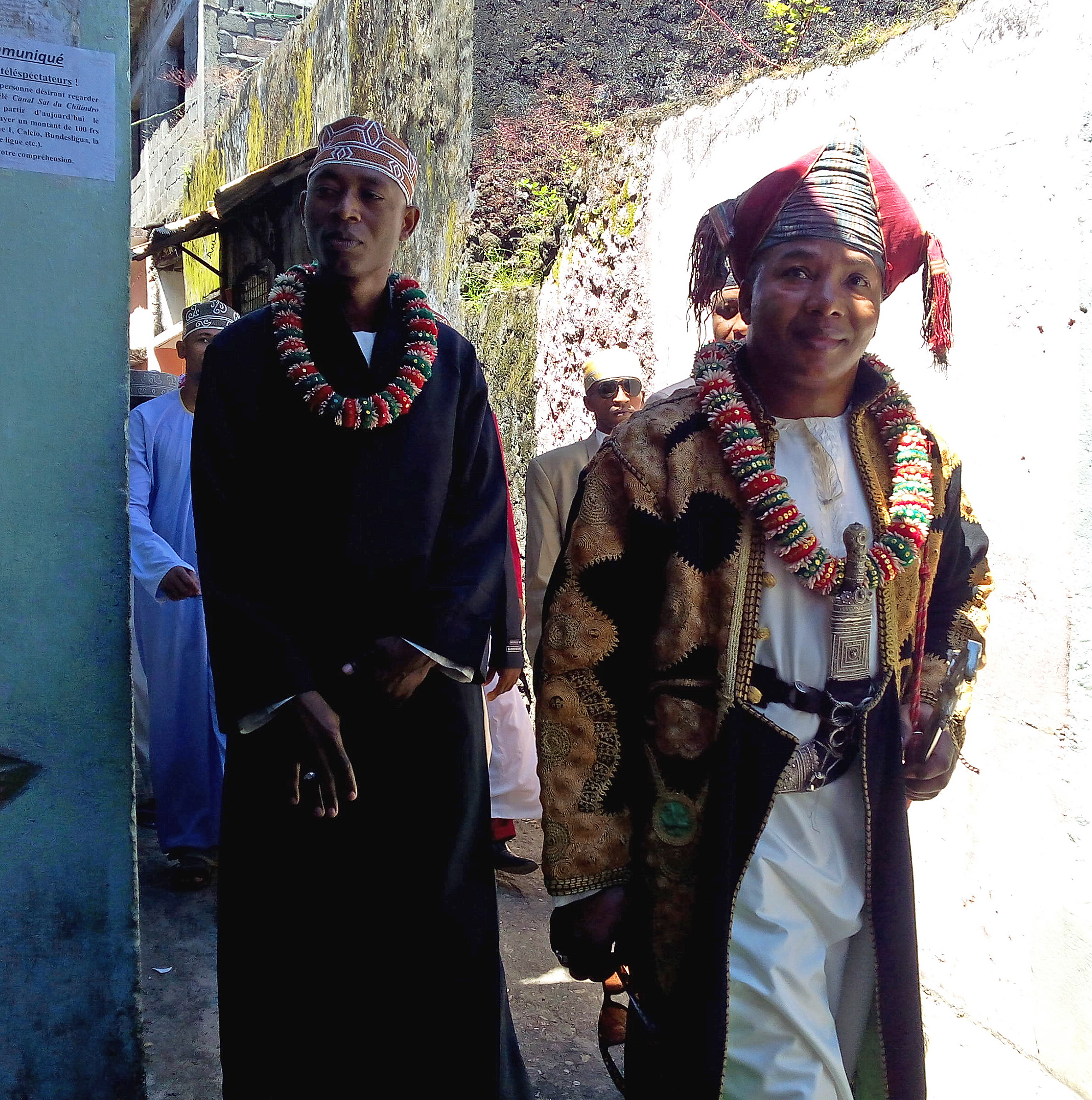
عريس من موروني يتجه إلى الاحتفال بعرسه